# Ostrovica, Hrpelje-Kozina
Ostrovica este o localitate din comuna Hrpelje-Kozina, Slovenia, cu o populație de 15 locuitori.